# Vera Kohn

Vera Kohn in ihren letzten Lebensjahren in ihrem Haus in Quito

Vera Kohn, geborene Schiller (* 24. März 1912 in Prag, Österreich-Ungarn; † 29. Juni 2012 in Quito, Ecuador) wuchs als deutschsprachige Jüdin in der 1918 unabhängig gewordenen Tschechoslowakei auf. Nach deren Besetzung durch die deutsche Wehrmacht floh sie zusammen mit ihrem Mann, dem Architekten und Maler Karl Kohn, im Juni 1939 nach Südamerika, wo sie sich in Ecuador eine neue Existenz aufbaute, zuerst als Schauspielerin und später als Psychologin und Therapeutin.

## Leben vor der Emigration

### Herkunft
Bei Recherchen über Vera Kohn stößt man auf mehrere Namensvarianten. Maria-Luise Kreuter, die in ihrem Buch Wo liegt Ecuador? über Kohns Theaterarbeit in Quito schrieb, nennt sie durchgängig Kohn-Kagan. Dieser Namenszusatz, der wie der Name Kohn selber, auf die Abstammung von den Kohanim verweist, scheint nach Zuzana Güllendi-Cimprichová erstmals von Karl Kohn als Pseudonym benutzt worden zu sein, um seine Malerei zu signieren, während er als Architekt weiterhin als Karl Kohn auftrat. Aus welchen Gründen sich Vera Kohn entschloss, diesen Namenszusatz zu übernehmen, ist nicht bekannt. In späteren Jahren scheint sie dann auf die Kombination ihres Ehenamens mit ihrem Geburtsnamen zurückgegriffen zu haben, und in einigen spanischsprachigen Texten taucht auch noch die Namensvariante Khon auf. Hier soll nachfolgend, soweit sich aus Zitaten keine anderen Schreibweisen ergeben, der Name Kohn benutzt werden.
Viele Informationen über Vera Kohns Leben scheinen auf ihrem Buch zu basieren, in dem sie auf den ersten etwa fünfzig Seiten einen kursorischen Überblick über ihr Leben gibt (siehe Werke). Der Titel Initiatische Therapie lässt nicht sofort erkennen, dass es dabei auch um eine autobiografische Darstellung handelt, und der Text folgt zwar einer Chronologie, wartet aber nur selten mit genauen Personen- oder Datumsangaben auf und ist immer durchwoben von dem Versuch das eigene Leben vor der Folie eines therapeutischen Konzepts zu rekonstruieren.
Vera Kohns Vater war Anwalt und ihr Großvater väterlicherseits Landwirt in Třebívlice. Ihr Großvater mütterlicherseits war Bankier, „Direktor vieler Unternehmen, Schokoladenfabriken, Teppichmanufakturen und anderen Unternehmen. […] Er und meine Großmutter waren sehr wichtig für mich.“ In Bernhard Hetzenauers Dokumentarfilm erzählt sie von einer behüteten Kindheit im deutsch-jüdischen Milieu Prags. Aus dem Freundeskreis der Familie erwähnt sie Franz Kafka, Max Brod oder Franz Werfel, was auf eine gewisse Nähe zum Prager Kreis schließen lässt. Sie selbst bezeichnet in dem Film Deutsch als ihre Muttersprache, verweist aber auch darauf, dass sie Tschechisch gelernt hat. Über ihre Kindheit schreibt sie:

„Mein Leben als Kind bewegte sich zwischen dem Haus meiner Großeltern (es war in unserer Nähe und immer offen) und meinem Elternhaus. Wir lebten in einem 5. Stockwerk im heutigen modernen Teil der Stadt, in Vinohrady, in dem früher Wein angebaut wurde. Zuhause gab es eine Köchin, ein Kindermãdchen und ein Dienstmädchen. Es wurde um einen runden Tisch herum gegessen und nach dem Mittagessen wurde der Kaffee im Erker eingenommen, dort schien die Sonne hinein und wir nannten ihn ‚Das Café‘. Unser Garten bestand aus dem Blumenkasten der Mutter, der fúnf oder sechs Pflanzen mit grünen Blättern hatte.
Bis ich nach Ecuador kam, galt das Wort des Vaters: etwas tun, was ihm nicht gefallen hätte, wãre schlimmer gewesen, als ein religiöses Gebot zu missachten. Wir wurden mit sehr klaren Werten erzogen, die manchmal übertrieben waren.“

Dieses „wir“ schließt eine namenlos bleibende Schwester und den drei Jahre älteren Bruder Ewald ein, von dem sie viel gelernt habe. Beide Geschwister treten aber im weiteren Verlauf des Buches, bis auf eine Ausnahme, nicht mehr in Erscheinung. Vera besuchte in Prag die „Deutsche Schule für Frauen“, erhielt privaten Französischunterricht, und unterstreicht besonders ihre Liebe zu Gedichten und dem Theaterspielen. Letzteres betrieb sie schon als Kind im Familien- und Freundeskreis, und nicht weniger war sie beeindruckt von den Aufführungen am Prager Theater, das für sie schon als Kind „die fantastische Welt der Mythen, des Nicht-Realen“ verkörperte, aus der sie nach den Aufführungen den schmerzhaften Wechsel in die Realität des Alltags bewerkstelligen musste. „Es war ein Aufwachen aus dieser unwirklichen Schönheit. Wieder die Rolle der folgsamen und braven Tochter zu übernehmen, bedeutete für mich eine große Anstrengung, die ich über Jahre mit mir schleppte. Ich habe es erst viele Jahre später durch die Therapie überwunden.“

### Die Ehe mit Karl Kohn
Vera Kohn begann ein Psychologie-Studium an der Karls-Universität in Prag, studierte aber später französische Literatur an der Sorbonne in Paris. Wann genau das war, ist nicht sicher zu bestimmen, doch während der Pariser Zeit befand sie sich bereits in einer festen Beziehung mit dem 1894 geborenen Karl Kohn, der seit 1920 im Architekturbüro seines Bruders Otto Kohn arbeitete. Der achtzehn Jahre ältere Architekt sollte eigentlich ein Haus für die Eltern bauen, wozu es jedoch nicht kam, „aber der Architekt sprach mit meinem Vater und es wurde beschlossen, dass ich ihn heiraten würde“. Obwohl damit für sie ihre „Phantasien […] unerwartete Wirklichkeit“ wurden, musste sie als Tochter aus assimiliertem jüdischen Elternhaus lernen, sich mit einer ihr fremden Kultur zu arrangieren, was für sie symbolhaft mit dem Wechsel vom vertrauten Weihnachtsbaum hin zum Chanukka-Leuchter verbunden war.

„Mit meinen 23 Jahren musste ich in der Familie meines Mannes lernen, mich den Gepflogenheiten des orthodoxen jüdischen Lebens anzupassen. […] Meine Weihnacht war unwiderruflich verloren gegangen in diesem Vertrag des Vaters mit dem Architekten. […] Ich wurde aus der Ganzheit vertrieben, Wie ausgerissen von mir selbst, vom Heiligen, von der Kindheit.
Das Kind braucht das Ritual, durch das es sich geschützt und in seine Umgebung eingebunden fühlt, um sich von dort aus zum Absoluten erheben zu können. Mir wurde ein Substitut angeboten: acht Kerzen, Lesungen in mir unverständlichem Hebrãisch und ein traditionelles Essen, das mir fremd war, im Austausch mit dem magischen Baum voller Lichter, Verzierungen und Süßigkeiten. Dies ist keine Kritik: ich konnte mich mit diesen Symbolen nicht identifizieren.“

Die Hochzeit fand 1934 statt, und die Hochzeitsreise führte das Paar nach Urk in Holland, das damals noch als Insel existierte. Durchaus doppeldeutig spricht sie von dem „kleinen Prager Baby“, das dabei zur Schau gestellt wurde: Karl Kohn hatte extra für die Hochzeitsreise ein zweisitziges Kabriolett entworfen und bauen lassen, und somit wurde die Reise zu einer „Demonstrationsreise, Gelegenheit, damit die Fabrik das Prager Baby bekannt machen und verkaufen könnte“. Vera war die Fotografin der Reise, und ihr Mann, der zum ersten Mal in seinem Leben das Meer sah, malte.

Die Villa der Gebrüder Kohn in Prag

1935 wurde in Prag Tochter Tanya geboren, eine heute bekannte Künstlerin. Zuzana Güllendi-Cimprichová berichtet von der 1936 errichteten „Villa Kohn in Prag - Smíchov“ mit dem „von den Architekten selbst entworfene Mobiliar“. „Das Gebäude wurde am höchsten Punkt eines Abhangs errichtet. Der dynamische und voluminöse Baukörper beherrscht den großflächigen Garten, der in Terrassen gegliedert und funktional nach Gesellschaftsgarten, Kinderspielplatz mit Bassin und Nutzgarten aufgeteilt ist.“
Am 1. Oktober 1938 begann die Annexion Tschechiens durch die deutsche Wehrmacht. In Bernhard Hetzenauers Dokumentarfilm erzählt Vera Kohn von den Drangsalierungen durch die Deutschen und den Schwierigkeiten, das Land verlassen zu können. Rettung sei durch ihren in England lebenden Bruder erfolgt, der das Geld für die „Reichsfluchtsteuer“ bereitstellen konnte, die Juden vor ihrer Ausreise zu entrichten hatten. Auch ihre Eltern lebte da bereits in England. Im Juni 1939 verließ Vera Kohn mit ihrer Familie Prag. In traumatischer Erinnerung blieb ihr ein Verwandter, der sie noch zum Zug begleitet hatte, selber aber zurückbleiben musste, weil für seine Ausreise keine Mittel vorhanden waren. Er wurde ein Opfer der Shoah. In ihrem Buch geht Vera Kohn auf die Diskussionen und Schwierigkeiten im Vorfeld der Emigration nicht ein – auch nicht auf die in Teilen der Familie umstrittenen Auswanderungspläne.

## Emigration
In einer Anmerkung verweist Zuzana Güllendi-Cimprichová auf das Archiv der Familie Kohn in Quito, in dem sich zahlreiche Dokumente befänden, „welche die seit dem Beginn 1938 andauernden vergeblichen Bemühungen Karl Kohns um die Emigration nach Großbritannien und in die USA dokumentieren“. (Anmerkung 13) Im Haupttext schreibt sie aber: „Das ursprüngliche Emigrationsziel der Familie war Argentinien, Karl Kohn entschied sich jedoch später für Ecuador.“ Güllendi-Cimprichová benennt als Quelle auch ein Interview, das der Journalist Karel Hvížďala am 4. Dezember 2009 mit Joseph John Kohn, dem Sohn von Otto Kohn und Neffen von Vera Kohns Mann Karl, geführt hat. Daraus ergibt sich, dass sich im Juni 1939 insgesamt 21 Personen aus dem Umfeld der Familie Kohn von Prag aus über Straßburg, La Rochelle und Liverpool auf den Weg nach Ecuador gemacht haben. Für die Wahl dieses Reiseziels gab es zwei Gründe. Zum einen hatte ein weiterer Kohn-Bruder, Kamil Kohn (1897–1971), ein Visum für Ecuador erhalten und seine Brüder überredet, sich ebenfalls dorthin zu begeben. Um mit der Großfamilie zusammenzubleiben, machte Otto Kohn für sich und seine Familie von einem Visum für die USA keinen Gebrauch.
Ein weiterer Grund, den Joseph J. Kohn benennt, hatte wirtschaftliche Beziehungen zwischen der Tschechoslowakei und Südamerika zum Hintergrund. Ecuador habe in einem langjährigen Konflikt mit Peru gelebt, in dessen Verlauf beide Länder Waffen aus der Tschechoslowakei bezogen hätten. Ecuador habe dadurch große Schulden in der Tschechoslowakei gehabt und deshalb angeboten, dass Auswanderer aus der Tschechoslowakei mit dem Ziel Ecuador vor ihrer Ausreise diese Schulden in Kronen begleichen könnten und dafür in Ecuador von Steuern und lokalen Abgaben befreit würden. Zusätzlich habe sich die „liberal gesinnte Regierung von Ecuador […] von der europäisch-jüdischen Emigration eine kulturelle Bereicherung und vor allem wirtschaftlichen Aufschwung [erhofft]. Für Ecuador, in dem zu dieser Zeit fast keine Mittelklasse existierte, versprach man sich durch die gut gebildeten Migranten aus Europa einen Zuwachs an technischem Know-how und neuen Technologien. Kurzum: Für jüdische Migranten war die gesellschaftspolitische Situation insgesamt günstig.“ All dies zusammen, so Joseph J. Kohn habe dazu geführt, dass ein großer Teil der jüdischen Einwanderer in Ecuador aus der Tschechoslowakei gestammt hätte.
Von Vera Kohn erfährt man in ihrem Buch über diese familiären und politischen Hintergründe nichts, die in das Exilland Ecuador geführt haben. Sie erzählte Bernhard Hetzenauer, dass sie zunächst nach England gereist seien, mit der Absicht, nach Kanada zu emigrieren. Dann aber sei eines Tages ihr Mann nach Hause gekommen und habe gesagt, dass sie am nächsten Tag nach Ecuador abreisen würden. Das sei für sie überraschend gewesen, aber nicht weiter dramatisch. Von Ecuador habe sie nichts gewusst, sich aber auf das Abenteuer gefreut. Sie erzählte auch nichts davon, ob sie mit ihrem Mann und ihrer Tochter alleine gereist sind, während Güllendi-Cimprichová schreibt, Karl Kohn sei Ende 1939 gemeinsam mit anderen Familienmitgliedern in Quito angekommen. Da aber auch Vera Kohn erwähnte, dass sie von Liverpool aus nach Südamerika gereist seien und sie auch die Ausreise aus der Tschechoslowakei ähnlich wie ihr Neffe Joseph J. Kohn beschreibt, ist wohl davon auszugehen, dass auch ihre Reise im Familienverbund der 21 Kohns erfolgte. Auf diesen Familienverbund spielt indirekt eine Bemerkung Vera Kohns an, die im Zusammenhang mit dem ersten gemeinsamen Spaziergang von ihr und Karl durch Quito steht: „›Es ist Wunderschön‹, sagte er mir. Er führte mich durch die Straße Junín und nach Santo Domingo und informierte mich, dass wir hier bleiben würden, dass er beschlossen habe, nicht nach Argentinien zu gehen, obwohl ich für dieses Land schon ein Visum besorgt hatte und einen Platz auf dem Schiff. Ich glaube, er wollte sich nicht von seinen Brüdern trennen, die in Ecuador bleiben Wollten.“

## Anfangsjahre in Ecuador
Die Schiffsreise endete mit der Ausbootung auf dem offenen Meer vor Salinas.

„Meine Geschichte in Ecuador beginnt mit dem Dunklen, mit der absoluten schwarzen Dunkelheit einer Nacht an der ecuadorianischen Küste. Die Dunkelheit ist schwärzer für die Augen, die an das Licht des Schiffes gewöhnt sind. Ein Mädchen fällt beinahe ins Wasser und ich sehe, fühle und erlebe zum ersten Mal in meinem Leben das Dunkle, Friernde und Mysteriöse. Ein Schlag, der uns erschüttert: Wir sind angekommen. Wahrscheinlich ist es Sand, vielleicht Erde. Alles ist Rätsel, Vorstellung; eine große Portion Angst und ein kleines bisschen Humor. Alle Dunkelheit enthält einen Lichtpunkt und da ist eine einsame Birne, die in der leichten Brise über dem Tisch schaukelt, der sich Zoll nennt.“

Für Vera Kohn steht diese Ankunft in einem engen Zusammenhang mit einem Traum, den sie als Kind in Prag hatte und über den sie auch in Hetzenauers Film erzählt, der diesem Traum seinen Titel verdankt.

„Noch eine Erinnerung hat mit der Auswanderung zu tun, ein Traum, den ich ungefähr im Alter von sieben Jahren hatte. Er ist wie ein Faden, der mich das ganze Leben begleitet hat. In der Schule hatte ich gelernt, dass es im Zentrum der Erde Feuer gibt, was mich sehr beeindruckte. Wie war es möglich, dass ich über die Erde laufen konnte, während in ihrem Inneren Feuer brannte? Im Traum ging ich tausende von Stufen einer Treppe hinab zum Zentrum der Erde, bis zum Feuer. Dort war eine alte Frau, die es hütete. Ich musste über das Feuer springen und dann auf der gegenüberliegenden Seite eine andere Treppe hinaufsteigen. Am Ende sah ich einen Strand mit Sand und Palmen, ganz genau wie der Strand von Salinas in Ecuador, dort, wo unser Schiff, von Europa kommend, angelegt hat. Dieser Traum hat sich dreimal Wiederholt. Darum hat es mich zutiefst beeindruckt: genau diesen Strand hatte ich gesehen und ich kannte ihn, bevor ich nach Ecuador kam. Der Traum ist zeitlos aus der Perspektive unseres Tagesbewusstseins. Um die Essenz zu finden, musste ich eine doppelte Reise unternehmen, einmal in das Zentrum meines Unbewussten: ich brauchte die Wärme seiner Tiefe. Und zum anderen eine Reise an der Oberfläche: ich musste in eine andere Kultur reisen, in einen anderen Kontinent, in eine andere Landschaft.“

Auch Joseph J. Kohn ist die Ausbootung als dramatisches Erlebnis in Erinnerung geblieben. „Sie ließen uns um Mitternacht auf offener See mit einem kleinen Boot zur ecuadorianischen Küste zu fahren. […] Das Boot schwankte schwer, es gab starken Wind und große Wellen. Die Erwachsenen beschwerten sich über das antisemitische Schiffspersonal, aber für uns Kinder, wir waren drei Cousins und vier Cousinen, war es ein großes Abenteuer und ein großer Spaß. Wir haben nur ein paar Koffer für die Reise mitgenommen. Wir haben aber mehrere sogenannte Lifts [Transportkisten] im Voraus verschickt, große Kisten mit Büchern, Gemälden und Teppichen.“ Vera Kohn erwähnt 24 Personen, die angekommen seien, und spricht von 300 Dollar an Barmitteln, die die Gruppe besessen habe. Davon seien ihnen für die erste Nacht in einem Hotel 120 Dollar abgeknöpft worden.
Die Familie blieb nur kurz in Guayaquil und zog dann nach Quito weiter, wo Karl Kohn Arbeit an der Kunsthochschule fand und wo auch Oswaldo Guayasamín zu seinen Schülern zählte. Etwas differenzierter beschreibt die Anfangsjahre Joseph J. Kohn.

„Vater war Architekt. Als wir in Quito (der Hauptstadt Ecuadors) ankamen, mietete die ganze Familie, alle 21 Personen, drei Häuser in einer Gasse namens Juan Rodriguez am Stadtrand. Später nannten die Emigranten diese Gasse ‘Kohnstraße’. Eines Tages kam ein Mann mit mehreren Assistenten, der sich als Churro Cordova vorstellte und sagte, dass er in drei Monaten Ecuadors Präsident werden würde. Er sagte weiter, er wisse, dass mein Vater und sein Bruder berühmte Architekten in Prag waren und dass die Fakultät für Architektur in Cuenca, die die berühmteste Universität sei, eine große Krise durchmache und unbedingt einen unabhängigen Architekturprofessor benötige, um die Situation zu meistern. Mein Vater und mein Onkel sagten ihm, dass sie niemals Professoren gewesen waren und zweitens kein Spanisch konnten. Er antwortete, dass dies überhaupt nicht wichtig sei und dass er ihnen ein halbes Jahr frei geben würde, um die Sprache zu lernen. […] Vater nahm das Angebot an und ging nach Cuenca. Zu dieser Zeit war Cuenca eine mittelalterliche Stadt, wir fuhren zwei Tage von Quito dorthin. Zum Glück lebten dort drei Tschechen, die meinem Vater halfen, seine Vorlesungen ins Spanische zu übersetzen. Das Leben war abenteuerlich, aber wir blieben nur drei Jahre dort, dann zogen wir zurück nach Quito und mein Vater arbeitete mit seinem Bruder Karl zusammen.“

Dass nur Otto Kohn dieses Angebot annahm, und nicht auch sein Bruder Karl, lag an Vera Kohn, wie Joseph J. Kohn berichtet: „Meine Tante Vera wollte Schauspielerin werden und behauptete, den einzigen Weg, um anzufangen, gebe es in Quito, und sie weigerte sich, wegzugehen.“ Da Otto Kohn mit seiner Familie 1942 wieder nach Quito zurückkehrte und der Aufenthalt Cuenca etwa drei Jahre gedauert hatte, wie Joseph J. Kohn berichtete, müssen Vera Kohns Schauspielpläne also bereits 1939 bestanden haben, und damit lange vor der Gründung der Kammerspiele in Quito, wo ihre Karriere begann. Allerdings weist Joseph J. Kohn an anderer Stelle darauf hin, dass seine Tante zunächst von ihren Schauspielplänen abgelassen und ein Psychologiestudium begonnen habe. Es war ihr zweiter, aber noch nicht ihr letzter Versuch, dieses Fach zu studieren.
Zumindest drei Kohn-Brüder konnten in Ecuador schnell Fuß fassen und eine bürgerliche Karriere starten. Kamil Kohn, der die Brüder zur Emigration nach Ecuador überredet hatte, gründete zunächst eine kleine Drahtfabrik, die sich zu einem größeren Unternehmen, der Ideal Alambrec entwickelte. Otto Kohn (* 1887) zog im Mai 1945 mit seiner Familie von Ecuador nach New York und versuchte auch dort, als Architekt zu arbeiten. Er erlitt aber 1947 einen Herzinfarkt und konnte zunächst nicht mehr arbeiten. Als es ihm wieder besser ging, entwickelte er sich zu einem erfolgreichen Möbeldesigner. Er starb 1965. Karl Kohn, Veras Mann, wurde ein erfolgreicher ecuadorianischer Architekt, der „eine eigenständige künstlerische Position entwickeln und sich in die ecuadorianische Architekturszene integrieren“ konnte.

## Schauspielkarriere
1942 wurde Katya Kohn geboren, die zweite Tochter von Karl und Verena Kohn. Ob Vera Kohn zu dem Zeitpunkt noch ihrem Psychologiestudium nachging, ist nicht bekannt, und ebenso wenig, wann sie sich der Schauspielerei zuwandte. Ohne präzise Datierung schreibt sie: „Das Theater, das ich sehr liebte, wurde Wirklichkeit, als ein deutscher Direktor namens Dr. Loewenberg kam und alle Welt einlud, mitzumachen. Damals gab es eine Theatergruppe von Ernesto Albán. Er war ein sehr guter Schauspieler, nicht aber seine Kollegen. Es gab auch andere Gruppen, die aber nur sporadisch spielten. Im deutschen Zimmertheater waren wir alle Liebhaber und da es kein Geld gab, fabrizierten wir selber die Dekoration, die Kleidung, die Beleuchtung.“
Kreuter erwähnt Vera Kohn erstmals im Zusammenhang mit der zweiten Spielzeit der Kammerspiele (Ende 1944 oder Anfang 1945). Vera Kohn spielte die Christine in Arthur Schnitzlers Stück Liebelei, und „mit dieser Aufführung [war] der spätere ›Star‹ der Kammerspiele geboren: Vera Kohn-Kagan, die von nun an neben Gerti Goldmann tragende Rollen übernahm und später auch vor ecuadorianischem Publikum in spanischer Sprache Erfolge erzielte. Huberta Reuscher-Heiman, Vera Kohn-Kagan, Gerti Goldmann und Inge Friedberg qualifizierte der Theaterkritiker Wenzel Goldbaum als ›ein Quartett weiblicher Spielkräfte‹, um das manche große Bühne das Ensemble beneiden könne. In ihrer Rolle als Eliza Doolittle in Bernard Shaws Komödie ›Pygmalion‹, mit der die zweite Spielzeit endete, verglich Goldbaum Vera Kohn-Kagan mit den ›großen Menschendarstellerinnen‹ der Aufführungen von Otto Brahm und Max Reinhardt.“
In Bernhard Hetzenauers Dokumentarfilm behauptet Vera Kohn selbstbewusst, sie habe immer nur Hauptrollen gespielt. Sie weist zudem darauf hin, dass auch ihr Mann, Karl Kohn, in die Theaterarbeit involviert gewesen sei: er habe Kulissen gemalt. Nicht bekannt ist, ob sie auch schon in dem ersten spanischen Stück der Kammerspile mitgewirkt hat, der 1946 aufgeführten spanischen Schneewittchen Version Blanca Nieves y los Siete Enanos. Der folgte 1947 eine Aufführung im Teatro Nacional Sucre unter Mitwirkung von ecuadorianischen Schauspielern. Gespielt wurde Nora oder Ein Puppenheim von Henrik Ibsen mit Gerti Goldmann in der Titelrolle. Als dann 1951 „die Kammerspiele als deutschsprachiges Theater praktisch aufgehört [hatten] zu existieren“, blieb von deren Schauspielerstamm nur Vera Kohn-Kagan übrig, die die spanische Sprache erlernte und Sprach und Gesangsunterricht nahm. „Die Aufführungen fanden das Interesse der Presse, und Löwenberg erschien hier als die Person, die dem Theater in Quito überhaupt erst zum Durchbruch verholfen hatte und Vera Kohn-Kagan als »Gestalt im Vordergrund der ecuadorianischen Theater Welt«, die über alle Mittel des modernen Theaters verfügte.“
In einem Artikel aus Anlass von Vera Kohns hundertstem Geburtstag wird auf eine zehnjährige Theaterarbeit in Quito verwiesen und die dabei sich entwickelnde Theaterbesessenheit, die Vera Kohn veranlasst habe, im Actors Studio in New York ‘ernsthaft’ Theater zu studieren. Sie selbst beschreibt das so:

„Da ich darauf bestand, Schauspielerin zu sein, reiste ich nach New York und wurde im Actors Studio angenommen, wo ich mehr vom Leben als vom Theater lernte. Die Lehrerin war eine russische Schauspielerin, die mir zeigte, dass ich keine Schauspielerin war. Aber damals sagte ich mir: ‚Diese Frau sagt, ich sei keine Scbauspielerin, aber ich spiele sehr gut.‘ In Wirklichkeit muss der Schauspieler ein Zentrum haben, auf das er sich bezieht, ich aber habe mich vollkommen mit den Figuren identifziert: mit meiner Haut, mit meinem Geist, mit meinem Körper. Als Resultat spielte ich nicht aus meinem Ich heraus. Darum verlor ich mich. Über zehn Jahre hatte ich so gespielt. Jetzt weiß ich, dass das Schizophrenie bei vielen Schauspielern auslöst.“

### Fotos von Vera Kohn aus ihrer Zeit an den Kammerspielen

Undatierte Aufnahme; vermutlich aus ihren frühen Schauspieljahren
Programmzettel einer Aufführung am Teatro Experimental Universitario (um 1951)

## Vom Drama zum Trauma
Wie schon in ihrer Kindheit (siehe oben) empfand Vera Kohn den Wechsel zwischen Schauspiel und realem Leben als schmerzhaften Prozess. „Schlimm war für mich, wenn ich unterbrochen und brüsk aus diesem Bewusstsein der Identifizierung mit der Rolle gerissen wurde, um mich in eine Hausfrau zu verwandeln, die im täglichen Leben zu funktionieren hatte. Aus der Identifizierung mit der griechischen Göttin in die alltäglichen Sachen der Küche. Mir war, als würde ich mit einem Messer geschnitten. Zwischen zwei Ebenen zu leben war ein großer Schmerz. In die Realität zurückzukehren und mich darum zu kümmern, dass das Mittag- und Abendessen rechtzeitig fertig waren oder Empfehlungsbriefe und Verträge für meinen Mann zu schreiben, war wie ein Sprung von einer Bewusstseinsebene in die andere.“ Dieses Leben in zwei Bewusstseinsebenen wurde noch verstärkt durch die dominante Rolle von Karl Kohn, durch den sie sich ihrer eigenen Energie beraubt sieht.

„Karl, mein Mann, entschied alles. Weil er mit seiner Familie zusammen sein wollte, blieben wir in Ecuador; er entschied, ob wir mit dieser oder jener Person Freundschaft schließen wollten; was wir essen würden; ob ich zum Friseur gehen könne oder nicht; die Farbe meiner Kleidung (er ertrug es nicht, wenn ich eine Farbe trug, die sich nicht mit seinem künstlerischen Geschmack vertrug). Er batte die Architektur - die Proportionen - im Blut: er zeichnete zuerst und maß dann. Er Wusste ganz genau, was er wollte in allen künstlerischen Aspekten des Lebens. Er zeichnete ganze Viertel, Häuser, Víllen, Schmuck und alles, was sich im Künstlerischen erschaffen ließ. Er war auch Maler und ein Wundervoller Porträtist.“

Vera Kohn attestiert sich selber einen Verlust des Ich und beschreibt den Versuch, es wieder zu finden, als „Faden, der sich durch den ganzen Roman meines Lebens spinnt“.

## Selbstfindung in Europa
1957 teilte Vera Kohn ihrem Mann mit, dass sie nach Europa reisen werde. Sie reiste nach Wien, wo ihre Schwester lebte, und gestaltete zusammen mit einem Schauspieler des Burgtheaters Lesungen und Radiosendungen. Gegenstand waren ecuadorianische Gedichte, die sie ins Deutsche übertragen hatte.
Ein Buch führte zu einer entscheidenden Weichenstellung für Vera Kohns weiteres Leben. In einer Stuttgarter Buchhandlung lernte sie Karlfried Dürckheims Im Zeichen der großen Erfahrung kennen und bat den Autor um einen Termin. Im Anschluss an das erste Treffen mietete sie in einem benachbarten Bauernhaus ein Zimmer und erklärte ihrem Mann, der zwischenzeitlich nachgekommen war und mit dem sie noch eine Zeit in den Alpen verbracht hatte, dass sie nun hier bleiben würde. „Er war sehr verständnisvoll oder verzweifelt, denn er wusste nicht mehr was tun mit dieser Frau, die nur schrie und weinte.“ Er besuchte sie aber gelegentlich und wartete auf sie „drei Jahre in Europa und Israel“.
Zusammen mit Dürckheims Frau und Partnerin Maria Hippius betrieb sie Atementspannung und unterzog sich einer Analyse nach Carl Gustav Jung. Rückblickend auf ihr erstes Zusammentreffen mit Dürckheim schrieb sie: „Ich war für einen Termin von 20 Minuten gekommen und blieb drei Jahre.“ In dieser Zeit erlernte sie auch die von Hippius entwickelte Methode des Geführten Zeichnens, deren Anwendung in Bernhard Hetzenauers Dokumentarfilm einen breiten Raum einnimmt. „Der Klient malt mit geschlossenen Augen und zwei Händen eine Schale wie ein Nest und füllt sie mit etwas für ihn Wichtigem, abhängig von seinem seelischen Zustand. Diese Bilder sind eine exakte psychische Fotografie, und über das Symbol, das auf dem Bild erscheint, geschieht eine körperliche Transformation und ein konstantes Erwachen.“
Im Zuge ihres weiteren Lernens wurde sie von Dürckheim immer wieder angehalten, selber Patienten zu behandeln. Das führte nicht selten zu Grenzerfahrungen, die sie durch die Supervision von Dürckheim oder Hippius zu meistern lernte. Ihre Erfahrung mit der initiatischen Therapie schildert sie plastisch am Beispiel eines Telefonats mit ihrem Mann, dem sie dabei mitteilte, nicht mehr zu ihm zurückkommen zu wollen. Dessen daraufhin erfolgter Wutausbruch interpretierte sie für ihn als Möglichkeit, endlich seine Angst loszuwerden, während sie noch während des Gesprächs ohnmächtig geworden war.

„Ich war wie erloschen, es war mehr, als ich aushalten konnte, Was sich aber spãter in eine großartige Erfahrung verwandelt hat. Ich fand ein enormes Licht statt Dunkelheit, ein Licht, das neu für mich war. Ich sah einen Menschen, ich sah so etwas wie einen Meister. Ich glaube, das Individuum muss bis zum Ende seiner Krãfte gehen und wenn er wirklich das Letzte von sich gegeben hat, geschieht etwas (ich vergleiche es mit dem Aufstieg auf den Mount Everest). Wenn wir einfach nicht mehr können, öffnet sich eine neue Tür zum Unbekannten. Durch sie hindurch zu gehen ist obligatorisch. Es ist das, War der Mensch sucht: Die initiatische Erfahrung. Danach empfand ich, als wäre alles voller Liebe; wahrscheinlich waren die Verwünschungen meines Mannes durch das Telefon Ausdruck seiner Liebe, Ausdruck davon, dass er mich nicht verlieren wollte.“

1961 endete Vera Kohns Aufenthalt bei Dürckheim und Hippius. Die Beziehung zu Karl Kohn hatte zu einer neuen Grundlage gefunden, und das Paar fuhr gemeinsam nach Zürich, wo Vera am Schauspielhaus Zürich für eine Rolle in Tennessee Williams Stück Die Glasmenagerie vorsprechen sollte. Das Vorsprechen verlief nicht zu ihrer Zufriedenheit und führte zu einer folgenreichen Entscheidung:

„Ich sah ein, dass ich keine Schauspielerin war. Ich konnte spielen, aber ich sah mich nicht selbst; ich brauchte jemand, der mir Rückmeldung gab und mir sagte, wie ich spielte. Ich glaube, das war der letzte Schritt, um zu wissen, dass ich nach Ecuador zurückkehren würde. Außerdem war die Zeit für den Aufenthalt im Ausland abgelaufen: Menschen mit Einbürgerung in Ecuador konnten nur vier Jahre außerhalb des Landes bleiben, und am 4. August war diese Zeit zu Ende. Wir gingen nach Ecuador zurück.“

## Neustart in Ecuador

Undatierte Aufnahme aus Vera Kohns mittleren Lebensjahren

Mit 49 Jahren begann Vera Kohn in Quito zum dritten Mal ein Psychologiestudium. Es endete nach acht Jahren mit dem Doktor in klinischer Psychologie.
Parallel zu ihrem Studium arbeitete Vera Kohn drei Mal in der Woche freiwillig in einer Psychiatrischen Klinik, auf die aber die von ihr gewählte Bezeichnung Irrenanstalt besser zutraf: es war eine Verwahranstalt für psychisch kranke Menschen, aber keine Einrichtung, die den verwahrten Menschen Hilfsangebote unterbreiten konnte. Sie besuchte eine Einrichtung für Kinder mit Gehirnschäden in Seattle und arbeitete ehrenamtlich in einem psychiatrischen Krankenhaus in Mexiko.
Vera Kohn beschließt ihre Erinnerungen mit dem Hinweis auf das von ihr Anfang der 1970er Jahre zusammen mit Pater Marco Vinio Rueda gegründete Centro de Desarrollo Integral (CDI). Auf der Homepage des Instituts ist dazu ein Zitat von ihr überliefert.

„Es war mein Lebensprojekt, das Zentrum für ganzheitliche Entwicklung CDI zu gründen, um Menschen mit geringen wirtschaftlichen Ressourcen und allen Menschen, die psychologische Unterstützung benötigen, psychologische Dienstleistungen anzubieten, damit sie aufwachen, lernen, ihre Meinung zu äußern und Entscheidungen aus eigener Initiative zu treffen. Nur mit Gewissen kann die Gesellschaft verändert werden.
Das CDI ist ein Ort, der Hilfe bei der Anpassung an die neuen Anforderungen bietet, denen jeder Mensch in seinem Leben gegenübersteht.
Ich wünsche mir sehr, dass dieses Zentrum auch weiterhin ein Raum der Transformation für die kommenden Generationen sein möge.“

## Die Fotografin
Schon bei ihrer Hochzeitsreise im Jahre 1934 übernahm Vera Kohn die Rolle der Fotografin. Dieser Passion scheint sie lange treu geblieben zu sein, wie die vielen Einspielungen aus von ihr gedrehten Schmalfilmen oder Einblendungen von von ihr gemachten Fotos in diversen Dokumentarfilmen belegen. Bernhard Hetzenauer, der viel Bild- und Filmmaterial von ihr sichten konnte, geht davon aus, dass Vera Kohn „nicht nur persönliche Motive interessierten, sondern auch anthropologische Sujets, wie z. B. das Leben der Indigenen zu der Zeit. Mit ihrer Kamera filmte sie ab 1939 mehrere 16mm-Farbfilm-Rollen, die damals noch nach Rochester/New York zur Entwicklung geschickt werden mussten. Es handelt sich also um wirklich besonderes, man kann sagen einmaliges Filmmaterial. Mir wurde gesagt, es handle sich um das erste in Ecuador gedrehte Farbmaterial überhaupt. Auf die Filmrollen stieß ich während der Dreharbeiten eher zufällig, als ich gemeinsam mit Vera einen Koffer mit alten Fotos, Programmheften aus ihrer Zeit als Schauspielerin und eben den Filmen öffnete. Und es war zunächst auch gar nicht so leicht, eine Möglichkeit zu finden, die Filme überhaupt anzusehen – glücklicherweise fand sich in der Cinemathek in Quito noch ein 16mm-Projektor. Dort filmte ich das Material dann mit meiner HDV-Videokamera ab, weil Quitos Cinemathek im Jahr 2010 noch keine professionellen Digitalisierungsmöglichkeiten besaß.“

## Werke
- Vera Schiller de Kohn: Initiatische Therapie. Hin zum heiligen Kern. Nordländer, Rütte 2012, ISBN 978-3-937845-32-6.

## Dokumentarfilme
- Bernhard Hetzenauer: Und in der Mitte der Erde war Feuer. 2013 (1h 18min). Auf youtube steht ein Trailer zur Verfügung, in voller Länge kann er kostenpflichtig auf amazon prime angeschaut werden.
Über seinen Film äußert sich Bernhard Hetzenauer ausführlich in einem Interview mit Dagmar Weidinger:
  - Erinnerung ist immer Konstruktion
- El País de la Mitad - Vera Kohn (Das Land der Mitte). In dem 26-minütigen Film in spanischer Sprache erzählt Vera Kohn viel aus ihrem Leben. Der Film enthält viel dokumentarisches Material, aber nichts über ihre Theaterarbeit.
- Vida y obra de Vera Schiller de Kohn (Leben und Werk von Vera Schiller de Kohn). Dieses Video enthält in seinem ersten Teil sehr viele biografische Details zum Leben von Vera Kohn.
- Vera Schiller de Khon: Escapó de los nazis e hizo de Quito su hogar. Una historia conovedora. (Sie entkam den Nazis und machte Quito zu ihrem Zuhause. Eine bewegende Geschichte.) Am 25. Februar 2012 auf youtube veröffentlicht.
- Es gibt zahlreiche Filme, die sich mit Vera Kohns Arbeit als Therapeutin beschäftigen:
  - Vera Kohn: Return to the Wholeness (Zurück zur Ganzheit)
  - VERA KOHN - Iniciática e Zen Budismo (Initiatisches und Zen-Buddhismus)
  - CENTRO DE DESARROLLO INTEGRAL. Über diese Webseite der von Vera Kohn mitgegründeten Einrichtung sind zwei Videos in spanischer Sprache aufrufbar.